# فرانسیس بنالی
فرانسیس بنالی (انگلیسی: Francis Benali؛ زادهٔ ۳۰ دسامبر ۱۹۶۸) بازیکن فوتبال اهل بریتانیا است.
از باشگاه‌هایی که در آن بازی کرده‌است می‌توان به باشگاه فوتبال ناتینگهام فارست، باشگاه فوتبال ایستلی، و باشگاه فوتبال ساوت‌همپتون اشاره کرد.